# Guten Morgen, Herr Grothe
Guten Morgen, Herr Grothe ist ein deutscher Fernsehfilm von Lars Kraume über den Alltag an deutschen Hauptschulen, der im Rahmen der Berlinale 2007 in der Sektion Panorama gezeigt und erstmals am 2. Mai 2007 im Ersten ausgestrahlt wurde. Die Produktion entstand durch die Allmedia Pictures GmbH in Zusammenarbeit mit dem Westdeutschen Rundfunk.

## Handlung
Der 37-jährige, geschiedene Michael Grothe ist Deutschlehrer an einer Berliner Haupt- und Realschule. Als Pädagoge liebt er seinen Beruf und setzt sich stark für seine Schüler ein, worunter sein Privatleben leidet. Seine Klasse ist für ihn das Wichtigste; am meisten liegt ihm der schwierige Nico am Herzen, worunter die beginnende Beziehung zu seiner Kollegin Lisa Kranz leidet. Während andere Nico schon längst aufgegeben haben, versucht Grothe ihn zu fördern, überschreitet dabei Grenzen und bringt sich und andere in schwierige Situationen. Zwar scheitert er letztendlich an Nico, aber ihm bleibt die Hoffnung, etwas in den Schülern bewegt und sie der Eigenverantwortung nähergebracht zu haben.

## Kritiken
„Dramatischer (Fernseh-)Film, zwar etwas zu geradlinig entwickelt, aber doch überzeugend durch seine ehrliche Haltung und die hervorragenden Darsteller.“

„Der Film ist in seiner Intensität zeitweise schwer erträglich, so dass man eine Ahnung davon bekommt, wie schwer erträglich auch der Job für die Lehrer an sozialen Brennpunkten sein muss. Das ist vor allem dem Drehbuch von Beate Langmaack zu verdanken, die nach genauer Recherche mit großem Einfühlungsvermögen das Psychogramm eines Lehrers und seiner Schüler entworfen hat. Lars Kraumes Inszenierung überzeugt durch ausgezeichnete Schauspielführung und den Mut zu Atempausen und poetischen Momenten. Zu den Stärken des Filmes gehören aber auch seine Unterlassungen: Hier wird weder über die Probleme des deutschen Schulwesens belehrt, noch sensationsheischend oder larmoyant mit seinen Abgründen umgegangen. So muss der Zuschauer selbst nach Antworten, nach Lösungsmöglichkeiten suchen – oder sich das Scheitern der Gesellschaft im Kampf um Jugendliche an Hauptschulen eingestehen.“

Von wissenschaftlicher Seite wurde dem Film jüngst eine „hervorragende Konzeptionalisierung“ des „sehr vielschichtigen“ Themas und ein „hohe(s) ästhetische(s) Niveau“ attestiert. Zusammen mit Filmen wie Die Konferenz und Zappelphilipp leiste der Film „einen wichtigen, aufklärerischen Beitrag zu einem gesellschaftlichen Diskurs von hoher Relevanz.“ Wie diese, gehöre auch er „als ‚Pflichtlektüre‘ in die (…) Einführungsveranstaltung all derjenigen, die ein Lehramtsstudium bestreiten.“

## Auszeichnungen
- Der Film war in drei Kategorien für den Deutschen Fernsehpreis 2007 nominiert: Beste Regie (Lars Kraume), Beste(r) Schauspieler(in) (Nebenrolle) (Ludwig Trepte) und Bestes Buch (Beate Langmaack), wovon Lars Kraume die Auszeichnung entgegennehmen durfte.
- Beim Fernsehfilm-Festival Baden-Baden 2007 erhielt Guten Morgen, Herr Grothe drei Auszeichnungen: Beste Regie (Lars Kraume), Bestes Buch (Beate Langmaack) und Beste Darstellung (Sebastian Blomberg).
- 2008 wurde der Film vom Adolf-Grimme-Institut in Marl gewürdigt mit dem Adolf-Grimme-Preis für Lars Kraume (Regie), Beate Langmaack (Buch), Nessie Nesslauer (Casting) sowie für Sebastian Blomberg und Ludwig Trepte für ihre schauspielerische Leistung
- 2008 bekam Beate Langmaack für das Beste Drehbuch eines Fernsehfilms auch die Goldene Nymphe beim Festival de Télévision de Monte-Carlo.[4]
- Die durch den WDR produzierte und von Martin Burike gesprochene Audiodeskription des Films wurde 2010 für den deutschen Hörfilmpreis nominiert.[5][6]